# Осада Вепенера
Осада Вепенера (Wepener) или осада Джаммербергсдрифта (Jammerbergsdrift) — осада во время Второй англо-бурской войны с 9 по 25 апреля 1900 года войсками бурского генерала Христиана Де Вета британских позиций возле поселка Вепенер.

## Планы и силы сторон
После того как буры одержали победы 31 марта при Саннас-Посте и 4 апреля при Реддерсберге генерал Христиан Де Вет, воодушевленный этими ранними успехами партизанской тактики решил осадить британский гарнизон в поселке Вепенер, расположенный в Оранжевом Свободном Государстве, примерно в 50 милях к юго-востоку от Блумфонтейна, на границе с Басутолендом.
Гарнизон в подавляющем большинстве состоял из местных отрядов лояльных южноафриканцев во главе с полковником Эдмундом Далгети. К 5 апреля он имел под своим командованием около 2000 солдат. Понимая свое затруднительное положение, Далгети принял решение не удерживать сам Вепенер, а укрепить позиции на холмах недалеко от города, чтобы контролировать Джаммербергский брод и мост через реку Каледон. Были наскоро вырыты окопы и установлена артиллерия: два семифунтовых орудия, два морских двенадцатифунтовых, два пятнадцатифунтовых и несколько пулеметов. Позиция была очень прочной, хотя большая протяженность оборонительных линий, составлявшая около восьми миль по периметру, делала оборону города столь маленьким отрядом чрезвычайно сложной задачей.

## Осада
К 9 апреля 6000 бюргеров заняли позицию. Дальнейшее подкрепление буров прибыло из Паардеберга, и к 10 апреля бурские силы увеличились до 8000 человек, с десятью или двенадцатью орудиями, два из которых втащили на одну из вершин Джаммерберга.
9 апреля буры начали бомбардировку, а 10-го Де Вет попытался атаковать британские позиции. Большая часть атак происходила в юго-западном углу периметра, где была открытая равнина, которую защищали Капские конные стрелки, единственная регулярная часть оборонявшихся. Ожесточенные бои шли в течение всего дня и до рассвета 11-го. Все атаки буров были отбиты, некоторые в штыки, с большими потерями для последних. Оборонявшиеся были настолько хорошо укрыты, что их ружейный и артиллерийский огонь был намного эффективнее, чем огонь противника. 
Хотя все первоначальные атаки были отбиты, осада после этого продолжались еще много дней. Помимо постоянных снайперских и артиллерийских обстрелов четыре дня непрекращающегося дождя, с 12 апреля, усугубляли страдания защитников, заливая их окопы водой и превращая поле боя в трясину. Оборонявшиеся выживали за счет холодной еды и пресной воды, которые им приносили рабочие отряды, которые ползали вперед под покровом темноты.

## Снятие осады
Пока бойцы Эдмунд Далгети удерживали свои позиции около Вепенера, предпринимались шаги по снятию осады. Поскольку со всей Империи прибывали дополнительные части, главнокомандующий войсками в Южной Африке фельдмаршал лорд Робертс был готов к общему наступлению, чтобы очистить юго-восток Свободного Государства от оставшихся сил буров. Одной колонне, в общей сложности около 4000 человек, под командованием Харта было поручено освободить Вепенер, пробивая себе путь к осажденному гарнизону. К тому же 3000 басуто, которые были дружественны британцам и колонистам, собрались на границе над Вепенером, готовые помочь.
Де Вет отделил около 1300 человек и два орудия под командованием Фронмана, чтобы противостоять этому наступлению, и буры предприняли первую попытку остановить колонну Харта в Руксвилле. 15 апреля коммандос Фронемана были изгнаны из этого города. Затем его силы сделали еще одну попытку обороняться у Босмана Коп, примерно в 20 милях к югу от Вепенера, но также были отбиты. 23 апреля Де Вет услышал огонь британской артиллерии, идущий со стороны Деветсдорпа, и 25-го числа, под давлением командующего силами буров в Оранжевой республике генерала Луиса Боты, снял осаду и со своим коммандо направился на север, к Таба-Нчу.
Британцы потеряли за время осады 33 убитыми и 133 ранеными. Де Вет признался о своих 5 убитых и 13 раненых, хотя, по мнению очевидцев, потери буров были значительными.
Де Вет счёл осаду неудачей. Если бы он не потратил впустую время и ресурсы в нападении на Вепенер, мало что могло бы помешать его коммандо ворваться в Капскую колонию и устроить диверсию на линии снабжения армии Робертса, тем самым остановив ее продвижение в Трансвааль и, возможно, даже угрожать британцам в самом Блумфонтейне.